# Вальдофф, Свен-Олоф
Свен-Олоф Вальдофф (швед. Sven-Olof Walldoff, 2 мая 1929, Лербекк, лен Эребру, Швеция — 10 июня 2011, Гётеборг) — шведский композитор, дирижёр, актёр.

## Биография
Родился 2 мая 1929 в деревне Лербекк (швед. Lerbäck), рядом с городом Аскерсунд (швед. Askersund) в центральной Швеции. В середине 1950-х начал профессионально заниматься музыкой; в это же время сыграл несколько эпизодических ролей в фильмах. Позднее сумел собрать собственный оркестр (Sven-Olof Walldoffs Orkester), с которым аккомпанировал ряду известных шведских артистов, включая Бриту Борг, Лену Андерссон, Lill-Babs, коллектив Hootenanny Singers и тогда молодую Агнету Фельтског.
С начала 1960-х писал музыку к фильмам. В частности, в 1969 году, во время работы над музыкой к фильму Någon att älska (также известен под названиями Inga II и The Seduction of Inga), Вальдофф сотрудничал с Бьорном Ульвеусом и Бенни Андерссоном. И хотя первая работа Бьорна и Бенни, «She's My Kind of Girl» (включённая в саундтрек к фильму и позднее вышедшая как сингл дуэта), поначалу оказалась не очень успешной, это не помешало плодотворному сотрудничеству Вальдоффа с ними: он принял участие в создании альбома Lycka, поработав над аранжировками для струнных инструментов. И когда двумя годами спустя Андерссону и Ульвеусу потребовалась помощь в производстве альбома Ring Ring, на помощь пришёл всё тот же Вальдофф.
Посему неудивительно, что когда 6 апреля 1974 года группа ABBA с песней «Waterloo» одержала победу на проходившем в Брайтоне Евровидении, то оркестром управлял именно Свен-Олоф Вальдофф. Выступление группы запомнилось не в последнюю очередь благодаря тому, что дирижёр был наряжен Наполеоном — аллюзия на текст песни.
Свен-Олоф Вальдофф скончался в Гётеборге на 83-м году жизни 10 июня 2011 года.